# ISU-152
ISU-152 (ИСУ-152) bylo sovětské samohybné dělo používané během druhé světové války jimž se přezdívalo „Zveroboj“, neboť dokázaly jedním zásahem zničit i těžký německý tank Tiger. Sověti použili tyto stíhače tanků na ničení japonských opevnění v roce 1945.

## Vývoj
V roce 1943 vznikla další varianta samohybného děla, která byla stavěna na podvozku tanků řady IS. Původně se počítalo, že se bude vyrábět pouze stroj s houfnicí ráže 152 mm. Jelikož však nebylo možno zajistit odpovídající počet těchto zbraní, bylo rozhodnuto osadit část produkce samohybných děl kanóny ráže 122 mm, z čehož vzniklo samohybné dělo ISU-122. Většinu produkce však tvořily stroje se 152 mm houfnicí. V letech 1943–1944 bylo vyrobeno kolem 2 500 ks samohybných děl ISU-152.
Pro úspěch v boji s novými německými tanky byl nazýván "Zveroboj" – lovcem zvířat v návaznosti na jména nepřátelských tanků (Tiger I, Panther).
Nevýhodou byla malá zásoba vezené munice a vzhledem k dělenému střelivu i nízká rychlost nabíjení.
Samohybná děla ISU-152 byla po 2. světové válce i ve výzbroji Československé armády.
- Dostřel: 13000 m
- Hmot. granátu: 43,5 kg
- Úsť.rychlost: 282–578 m/s

## Varianty
- SU-152 – předchůdce postavený na podvozku tanku KV
- ISU-152 – základní verze

- ISU-152-2 – stíhač tanků byl navržený pro boj proti německým stíhačům tanků Elefant a Jagdtiger. Byl přijat v roce 1944 jako návrh. Po válce byl vyroben pouze jeden prototyp.
- Objekt 704 – byl vyroben pouze jeden kus, který měl vlastnosti tanků IS-2 a IS-3. Dnes je vystaven v tankovém muzeu Kubinka.
- ISU-152K – první modernizace z roku 1956
- ISU-152M – poslední verze stíhače tanků ISU-152, která byla silně modernizována a přijata do služby v roce 1959. Jeho nevýhodou byla chybějící chladicí část motoru (byl chlazen radiátorem).